# Менахем
Менахе́м (ивр. מְנַחֵם‎ мэнахе́м — «утешитель»; аккад. 𒈪𒉌𒄭𒅎𒈨 мэнихимме; в Синодальном переводе — Менаи́м, через др.-греч. Μαναήμ), сын Гадия — 16-й царь Израиля, правивший 10 лет (4 Цар. 15:17); основатель династии, известной как Дом Гадия (или Дом Менахема), по этой причине предполагают, что Менахем был уроженцем колена Гада.

## В Библии
Менахем был одним из военачальников царя Захарии. Узнав, что тот убит злоумышленниками и престол в Самарии занял узурпатор Селлум, Менахем захватил столицу, перебил заговорщиков и провозгласил себя царем. Из Самарии он двинулся против города Тапсак, жители которого отказались признавать его, взял его приступом и предал все его население поголовному истреблению, даже «всех беременных женщин в нём разрубил» (4 Цар. 15:16). Он вообще был грубым и жестоким человеком, и израильтяне страдали от его безжалостного правления.

## Ассирийское иго
Тиглатпаласар III начал своё правление в 745 году до н. э., через 7 лет после того, как Менахем стал царем Израиля.
Во время правления Менахема ассирийцы впервые вторглись Израиль и в Арамейский Дамаск на северо-востоке: «Тогда пришел Фул, царь Ассирийский, на землю [Израилеву]» (4 Цар. 15:19). Ассирийцы, возможно, были приглашены в Израиль про-ассирийской партией. Пророк Осия говорит о двух антиизраильских партиях — египетской и ассирийской (Ос. 7:11).
Когда Израилю стала угрожать Ассирия, Менахем не решился выступить против, а предпочёл уплатить огромный выкуп в 1000 талантов серебра (4 Цар. 15:19), что составляет около 37 тонн, собранных со своих подданных. В настоящее время общепринято, что упомянутый Фул, является Тукульти-апал-Эшарра из клинописных надписей. Фул, вероятно, было его личным именем. Тиглатпаласар указывает на эту дань в одной из своих надписей.
Чтобы выплатить такую дань, Менахем взыскал 50 серебряных шекелей (около 600 грамм) с каждого имущего жителя царства (4 Цар. 15:20). Чтобы собрать эту сумму, в стране должно было быть около 60 000 состоятельных жителей. Получив дань, Тиглатпаласар вернулся в Ассирию. Однако с этого времени израильское царство было данником Ассирии; и когда Факей 10 лет спустя отказался платить больше дани, началась череда событий, которые привели к разрушению царства и депортации его населения.

## Датирование
- по Уильяму Олбрайту: 745—738 до н. э.[4]
- по Эдвину Тиле[англ.] и И. Р. Тантлевскому: 752—742 до н. э.[4][5]
- по В. Эрлихману: 752—741 до н. э.[6]